# Понашај се као дама, размишљај као мушкарац
Понашај се као дама, размишљај као мушкарац (енгл. Act Like a Lady, Think Like a Man) америчка је књига самопомоћи из 2009. године Стива Харвија. Описује женама концепт о томе како мушкарци заиста размишљају о љубави, односима, интимности, посвећености и како да успешно управљају односом са мушкарцем.

## Синопсис
Стив Харви, домаћин чувене емисије Јутарњи програм Стива Харвија, ни сам не зна колико је изузетних жена упознао свих ових година. То су жене које су у стању да истовемено руководе приватним предузећем, савршено воде домаћинство с троје деце и волонтирају у хуманитарним организацијама. Па ипак, кад је реч о љубавним везама, никако не могу да схвате мушко понашање. Зашто? Стив сматра да је то зато што савете траже од других жена, а заправо им само мушкарац може објаснити како да пронађу и задрже мушкарца.

## Филмска адаптација
направио је два филма која се темеље на роману: Размишљај као мушкарац (2012) и Размишљај као мушкарац 2 (2014).